# アージ理論
アージ理論（英: urge theory）とは、戸田正直によって提唱された、
人間の意思決定において、非合理な意思決定をさせるように見える感情・情動についての理論。「感情のアージ理論」（英: urge theory of emotion）とも。
進化論的な立場から、感情を認知システム全体との関連で捉えようとした。

## 概要
現代人の祖先がまだ狩猟採集によって暮らしていた時代、平原を恐れ森の中で過ごした時代は、まだ他の動物による襲撃・捕食される危険も多く、非常に驚異的な緊急事態が常に周囲で多発していたはずである。感情はこのような野生環境における生存（生き延び）にとって非常に適応的であった。
例えば恐怖感によって起こる逃走や避難、忌避や躊躇などであるが、このような適応行動のきっかけとなる感情を特にアージと呼び、その語源の英: urgeとは、動詞または名詞で、人間や動物を有無を言わせず駆り立てることや、その強い力の意である。
人間は、野生環境で生き延びるために、4種類のアージを発展させてきた。
- 維持アージ: 食や性など基本的な欲求に対応
- 緊急事態アージ: 恐怖や不安など外界の脅威に対応
- 認知アージ: 認知的情報を司る
- 社会関係アージ: 協力や援助といった他人との係わりに関する

各々のアージは、それを発動させる「認知システム」、「内的活動」、「行動リスト」をもつ。

## アージ理論の提起するもの
後にヒトが文明を獲得し、そのような瞬時の判断で生死が決するような環境から程遠くなった現代社会においては、野生環境での生き延びに有利であった感情システムがうまく適合できず、有効に機能しないどころか却って不都合でありさえする。
強度のアージは「只今」・「此処」に強く注意を集中させる。しかし現代においては、時間的にも空間的にも局所的な感情的な判断が、遠く離れた時や場所にもその因果を波及させてしまい、結果として著しく不利益を伴うことさえ多々ある。
理性的で合理的な判断ではなしに、感情的で非合理的な判断を人間は往々にして行ってしまうが、これは、人間の心の進化よりも文明の進歩の方が早く、未だヒトの心の進化がそれに追いついていないためであろう。
このような観点から、急激に変化する現在とこれからの未来社会を個人としてのヒト、そして種としてのヒトが生き延びるには、人間が自らの心の働きを知り、人間社会の相互作用を解明する必要がある。そして、その成果を活かして新たな社会システムを考察し、採用していかなければならない。